# Kloster Michelfeld (Unterfranken)
Das Kloster Michelfeld (Unterfranken) war ein Kloster der Prämonstratenserinnen in Michelfeld bei Marktsteft in Bayern in der Diözese Würzburg.

## Geschichte
Zwischen Mainbernheim und Marktsteft wurde 1245 in Michelfeld ein Frauenstift für Prämonstratenserinnen gegründet, das dem Abt vom Kloster Oberzell unterstand. Eventuell bestand bereits eine Art Gemeinschaft an dieser Stelle, die „curia in Michelveth“. Vielleicht etablierten auch unbekannte Stifter die Gemeinschaft an dieser Stelle. Zunächst unterstand die Niederlassung wohl der Augustinerregel, ehe man die Gemeinschaft dem Prämonstratenserinnenorden unterstellte.
Im Jahr 1261 erfolgte die päpstliche Bestätigung zur Gründung des Klosters durch Papst Alexander IV. Konrad von Hohenlohe vermachte den Michelfelder Nonnen 1275 einen kleinen Geldbetrag. Das Kloster hatte auch das Patronatsrecht über die Pfarrei Gaukönigshofen inne. 1305 mussten die Nonnen wegen des Verfalls der klösterlichen Zucht Michelfeld verlassen und sie zogen nach Tückelhausen ins dortige Kloster. Die Umsiedlung geschah ohne Zustimmung des Generalkapitels. Vom Kloster Michelfeld wurden bisher keine Spuren gefunden. 